# Pop-up-Restaurant

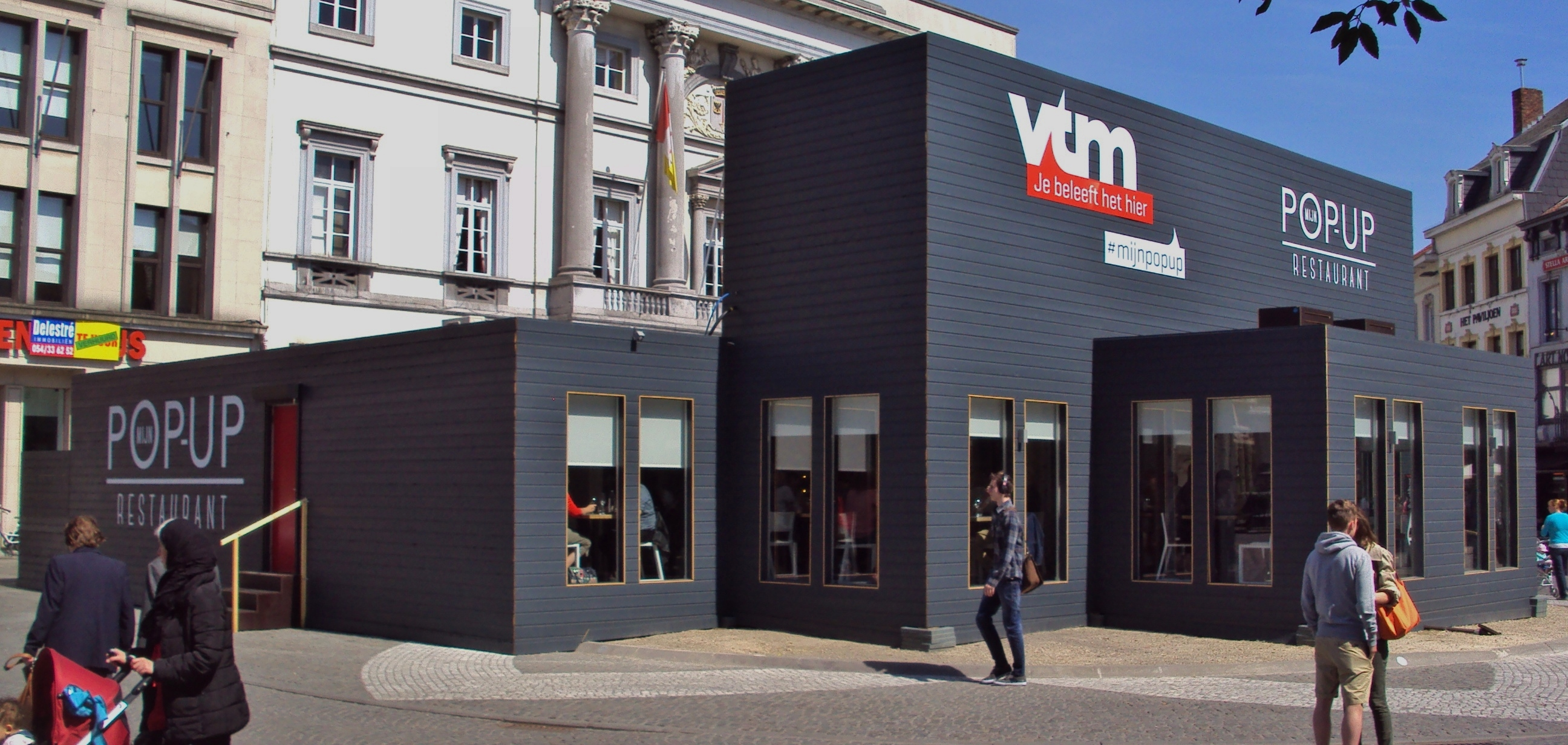
Pop-up-Restaurant in Belgien

Ein Pop-up-Restaurant ist ein temporäres Restaurant, um beispielsweise ein kulinarisches Konzept zu testen oder als Ausweichquartier, wenn ein Restaurant temporär geschlossen ist.

## Beschreibung
Pop-up-Restaurants sind seit den 2000er Jahren in Großbritannien und Australien beliebt, sind aber kein neues Phänomen. Gäste nutzen soziale Medien, um Online-Reservierungen vorzunehmen.
Pop-up-Restaurants sind oft ein Mittel für junge Fachkräfte, um ihre Fähigkeiten im Bereich der Gastronomie kennenzulernen, wenn sie nach der Eröffnung eines Restaurants oder eines kulinarischen Konzepts nach Investoren oder Aufmerksamkeit suchen.
Pop-up-Restaurants werden auch von Nachwuchs-Köchen genutzt, da sie es erlauben, unzureichend genutzte Küchen zu nutzen und „ohne Insolvenzrisiko zu experimentieren“.
Anstelle von Reservierungen werden auch Tickets online verkauft.

## Beispiele
Folgende Köche und Gastronomen haben Pop-Up-Restaurants eröffnet:
- Grant Achatz[4]
- Thomas Keller[5]
- Robert Rädel
- René Redzepi[6]
- Tohru Nakamura[7]
- Lauren Wildbolz